# Kaufmännischer Assistent
Staatlich geprüfter Kaufmännischer Assistent bzw. Staatlich geprüfte Kaufmännische Assistentin (kurz: Kaufmännische Assistenten oder KA) sind die offiziellen Bezeichnungen für in Deutschland staatlich anerkannte Ausbildungsberufe. Basierend auf Rahmenvereinbarungen der Kultusministerkonferenz KMK, existieren Verordnungen der Bundesländer zur Erlangung eines Berufsabschlusses nach Landesrecht.
Kaufmännische Assistenten unterstützen die Geschäftsführung in ihren vielfältigen kaufmännischen Aufgaben und in der Kommunikation zu nationalen und internationalen Geschäftspartnern. Die Konzepte für diesen Ausbildungsberuf sind um das Jahr 1981 entstanden, wurden jedoch in den Anfängen nicht durchgängig unter dieser Benennung geführt. Hintergrund für die Schaffung dieses Ausbildungsberufes sind die neuen Anforderungen an die Unternehmen im globalen Markt.
Die Ausbildung zum Kaufmännischen Assistenten wird als eine berufliche Erstausbildung angesehen.
Die Berufsausbildung zum Kaufmännischen Assistenten vermittelt Wissen zu den Fachschwerpunkten Wirtschaft, Sprachen und Datenverarbeitung. Bei dem Ausbildungsgang zum Kaufmännischen Assistenten handelt es sich um eine landesrechtlich geregelte schulische Ausbildung an Berufsfachschulen. Die Ausbildung wird je nach Bundesland auch unter der Bezeichnung Wirtschaftsassistent mit einem entsprechenden Zusatz angeboten.
Die Voraussetzung zu dieser vollzeitschulischen kaufmännischen Ausbildung ist eine abgeschlossene mittlere Reife oder ein als gleichwertig anerkannter Abschluss. Die Ausbildungsdauer beträgt zwei Jahre. Wird die Fachhochschulreife zum Bestandteil der Ausbildung, so beträgt die Dauer drei Jahre. Diese Vorgaben der KMK wurden in den Bundesländern unterschiedlich umgesetzt. In Bayern wird nur eine zweijährige Ausbildung angeboten – die Fachhochschulreife muss man anschließend in einem Jahr auf der Berufsoberschule erwerben. In NRW gibt es eine zweijährige Ausbildung nur für Hochschulzugangsberechtigte. Kandidaten mit mittlerem Schulabschluss besuchen die dreijährige Berufsfachschule bis zum Berufsabschluss mit Fachhochschulreife.
Die Ausbildung besteht aus fächerübergreifenden Lernfeldern, die sich an beruflichen Handlungsfeldern orientieren. Fächerübergreifende Lernfelder erleichtern das Erlernen von beruflichen Kompetenzen. Durch den Einsatz des Computers am Arbeitsplatz und des Intranets bzw. Internets wird es ermöglicht, ganzheitliche Arbeitsvollzüge und mehr Teamarbeit zu fördern. In der Ausbildung ist ein mindestens achtwöchiges Betriebspraktikum vorhergesehen, welches innerhalb der Schulzeit absolviert werden muss. Viele Ausbildungsschulen verlangen ein deutlich längeres Betriebspraktikum, um die Verzahnung von Theorie und Praxis sicherzustellen.
In der Ausbildung wird auch auf Kreativitätsförderung geachtet. Die Auszubildenden sollen durch Abweichen von den Standardvorgaben dazu angeregt werden, neue Möglichkeiten zu entdecken und auszuprobieren. Dieses beinhaltet selbständige Planung, Durchführung und Kontrolle von betrieblichen Geschäftsprozessen. Dies alles zielt auf die Vorbereitung für die Berufswelt. Besonderer Schwerpunkt ist in einigen Bundesländern das Lernbüro, welches eine Verbindung zum Arbeitsplatz darstellt. Das Ziel der Ausbildung ist es, den Schülern kaufmännisches Denken in den Bereichen der Anwendung und der Erträge zu vermitteln. Die Kaufmännische Assistenten lernen, wie auf Managementebenen, in denen selbständig Entscheidungen getroffen und erwartet werden, gearbeitet wird.

## Einsatzgebiete
Kaufmännische Assistenten (KA) sind zum einen Spezialisten der betriebswirtschaftlichen Prozesse ihrer Branche und zum anderen Experten für informations- und kommunikationstechnische Systeme.
Sie ermitteln die Problem- und Aufgabenstellungen, die innerhalb eines Unternehmens durch den Einsatz von Informationsverarbeitungs-Systemen gelöst werden sollen. Sie kennen die verfügbaren Systeme und stimmen die Wünsche der entsprechenden Fachabteilungen mit den Möglichkeiten der heutigen Informationstechnik ab.
Staatlich geprüfte Kaufmännische Assistentinnen und Assistenten:
- arbeiten in Projekten zur Planung, Anpassung und Einführung von Systemen der Informations- und Kommunikationstechnik,
- analysieren Geschäftsprozesse im Hinblick auf den Einsatz von IuK-Systemen,
- konfigurieren und pflegen System- und Anwendungssoftware auf Rechnern und Netzwerken,
- führen Anwenderschulungen und Anwenderbetreuung durch,
- beraten über die Einsetzbarkeit von Anwendungssystemen und sind Ansprechpartner in den Fachabteilungen
- wirken bei betrieblichen Planungen und Entscheidungen mit,
- nehmen an betrieblichen Geschäftsprozessen teil,
- arbeiten selbständig und kundenorientiert in ihrem Aufgabenbereich.

Ihre Haupteinsatzgebiete liegen im Bereich Einkauf und Verkauf, Marketing und Vertrieb, sowie im Bereich der Verwaltung, Organisation und dem Rechnungswesen.

## Ausbildung
Die Ausbildung ist eine zwei- oder dreijährige vollzeitschulische Ausbildung. In NRW z. B. werden folgende Fachrichtungen angeboten:
- Informationsverarbeitung
- Fremdsprachen
- Betriebswirtschaft
- E-Business Management

Ausbildungsschwerpunkte können u. a. sein:
- Informations- und Kommunikationstechnik
- Verwaltung, Controlling und Unternehmenssteuerung
- Markt, E-Commerce und E-Business
- Industriebetriebslehre
- Büroorganisation und Projektmanagement
- Wirtschaftsmathematik
- Systementwicklung, Produktion und Dienstleistung
- Englisch/Vocational English
- Möbelwirtschaft

Am Ende der Ausbildung findet eine staatliche Abschlussprüfung statt, bestehend aus je einem schriftlichen, praktischen und mündlichen Teil.
Abschlüsse:
Staatlich geprüfte Kaufmännische Assistentin für Informationsverarbeitung (oder Betriebswirtschaft) bzw.
Staatlich geprüfter Kaufmännischer Assistent für Informationsverarbeitung (oder Betriebswirtschaft).